# Jódossav
A jódossav kémiai vegyület, képlete HIO2. Sói, a joditok (IO−2) szinte ismeretlenek. A legkevésbé stabil halogén oxosav. A jód oxidációs száma +3. Nem sikerült izolálni, vizes oldatban csak mint nagyon reaktív köztitermék fordul elő. Már 0 °C körüli hőmérsékleten gyorsan hipojódossavra és jódsavra bomlik:
{\displaystyle \mathrm {2\ HIO_{2}\longrightarrow HIO\ +\ HIO_{3}} }

## Fordítás
Ez a szócikk részben vagy egészben  az   Iodous acid című angol Wikipédia-szócikk ezen változatának fordításán alapul.  Az eredeti cikk szerkesztőit annak laptörténete sorolja fel. Ez a jelzés csupán a megfogalmazás eredetét és a szerzői jogokat jelzi, nem szolgál a cikkben szereplő információk forrásmegjelöléseként.
Ez a szócikk részben vagy egészben  az   Iodige Säure című német Wikipédia-szócikk fordításán alapul.  Az eredeti cikk szerkesztőit annak laptörténete sorolja fel. Ez a jelzés csupán a megfogalmazás eredetét és a szerzői jogokat jelzi, nem szolgál a cikkben szereplő információk forrásmegjelöléseként.